# Santa Úrsula (Morelos)
Santa Úrsula es una localidad del estado mexicano de Morelos. Es parte del municipio de Temixco.

## Toponimia
El nombre «Santa Úrsula» hace referencia a la santa patrona de la localidad: Úrsula de Colonia.

## Demografía
| Censo | Población |
| ----- | --------- |
| 2000  | 265       |
| 2010  | 632       |
| 2020  | 1069      |